# Caroline Cellier
Caroline Cellier (* 7. August 1945 in Montpellier; † 15. Dezember 2020 in Paris) war eine französische Schauspielerin.

## Leben
Sie lebte ab 1953 in Paris und nahm dort Schauspielunterricht bei René Simon. Ihr Debüt gab sie 1963 an einer Pariser Bühne mit On ne peut jamais dire. Im selben Jahr hatte sie auch ihre erste Rolle beim Fernsehen.
Im Film spielte sie erstmals 1965. Bekannt wurde die kultivierte, rehäugige Blonde 1968 durch Claude Lelouchs Das Leben, die Liebe, der Tod. Claude Chabrol gab ihr anschließend die weibliche Hauptrolle in Das Biest muss sterben, Édouard Molinaro engagierte sie für seine Filme Zärtliche Wünsche und Die Filzlaus, wo sie eine kühle, distanzierte Ehefrau spielte.
Zu ihren späteren Rollen zählen Henri Verneuils Tausend Milliarden Dollar, Chabrols Hühnchen in Essig, die Komödie Das Zebra und Lelouchs Männer und Frauen – Die Gebrauchsanleitung.
Caroline Cellier war mit dem Schauspieler, Autor und Regisseur Jean Poiret bis zu dessen Tod im Jahre 1992 verheiratet.
Caroline Cellier starb im Dezember 2020 im Alter von 75 Jahren.

## Filmografie
- 1964: La Mégère apprivoisée (TV)
- 1965: La Tête du client
- 1966: Rouletabille chez les bohémiens (TV)
- 1967: La guerre de Troie n’aura pas lieu (TV)
- 1968: Das Leben, die Liebe, der Tod (La Vie, l’amour, la mort)
- 1969: Das Biest muß sterben (Que la bête meure)
- 1971: Zärtliche Wünsche (Les Aveux les plus doux)
- 1973: Die Filzlaus (L’Emmerdeur)
- 1974: Eine Ehe (Mariage)
- 1977: Les Fougères bleues
- 1979: Certaines nouvelles
- 1980: Le Vol d’Icare
- 1981: Tausend Milliarden Dollar (Mille milliards de dollars)
- 1983: Surprise Party
- 1984: Teuflische Umarmung (L’Année des méduses)
- 1984: Kleiner Spinner (P’tit Con)
- 1984: Vier Frauen / Nobody’s Woman (Femmes de personne)
- 1985: Hühnchen in Essig (Poulet au vinaigre)
- 1986: Poker
- 1986: Grand Guignol
- 1987: Charlie Dingo – Der Gestrandete (Charlie Dingo)
- 1987: Isabell – Ein Schock fürs Leben (Vent de panique)
- 1991: Eine Straßenbekanntschaft (La Contre-allée)
- 1992: Das Zebra (Le Zèbre)
- 1994: Farinelli
- 1996: Männer und Frauen – Eine Gebrauchsanweisung (Hommes, femmes, mode d’emploi)
- 1996: L'Élève
- 1996: Didier
- 1997: Le Plaisir (et ses petits tracas)
- 2004: Un jeux dangereux (TV)
- 2005: Jean-Philippe
- 2006: Fragile(s)

## Auszeichnungen
- 1963: Prix Marcel Achard
- 1967: Prix Suzanne Bianchetti
- 1968: Prix Gérard Philipe
- 1985: César als beste Nebendarstellerin für Teuflische Umarmung (L’année des méduses)
- 1993: César-Nominierung als beste Hauptdarstellerin für Das Zebra (Le Zèbre)
- 1999: Molière-Nominierung als beste Hauptdarstellerin für Un tramway nommé désir